# Адріанопіль
Адріано́піль — село в Україні, у Алчевській міській громаді, Алчевського району Луганської області. Населення становить 446 осіб. До 2020 орган місцевого самоврядування — Адріанопільська сільська рада.
Знаходиться на тимчасово окупованій території України.

## Історія
За даними на 1859 рік у селі Адріанопіль (Кокіне) Слов'яносербського повіту Катеринославської губернії кількість мешканців складала 571 особу (284 чоловіки та 287 жінок), налічувалось 63 дворових господарства, існувала православна церква та завод, відбувалися 3 щорічних ярмарки.
Станом на 1886 рік у Адріанополі, центрі Адріанопільської волості, мешкало 673 особи, налічувалось 104 двори, існували православна церква, школа, відбувалися 2 щорічних ярмарки.
За переписом 1897 року кількість мешканців зросла до 1035 осіб (513 чоловічої статі та 522 — жіночої), з яких всі — православної віри.
У 1908 році в селі мешкало 982 особи (495 чоловічої статі та 487 — жіночої), налічувалось 214 дворових господарства.
Село постраждало внаслідок геноциду українського народу, вчиненого урядом СССР у 1932—1933 роках, кількість встановлених жертв — 38 людей.
12 червня 2020 року, відповідно до Розпорядження Кабінету Міністрів України  № 717-р «Про визначення адміністративних центрів та затвердження територій територіальних громад Луганської області», увійшло до складу Алчевської міської громади.
17 липня 2020 року, в результаті адміністративно-територіальної реформи та ліквідації Перевальського району увійшло до складу Алчевського району.

## Населення

### Мова
Розподіл населення за рідною мовою за даними перепису 2001 року:
| Мова            | Кількість | Відсоток |
| --------------- | --------- | -------- |
| українська      | 376       | 84.30%   |
| російська       | 68        | 15.25%   |
| румунська       | 1         | 0.22%    |
| інші/не вказали | 1         | 0.23%    |
| Усього          | 446       | 100%     |

## Російсько-українська війна 2014 року
27 серпня підрозділи ЗСУ відбили напад терористів на блокпост і захопили арсенал стрілецької зброї та 8 терористів.

## Відомі люди
В селі народились:
- Василь Голобородько — український поет, представник київської школи поезії;
- Радченко Михайло Васильович — Герой Радянського Союзу;
- Колесников Іван Федорович (1887—1929) та його брат Колесников Степан Федорович (1879—1955) — українські живописці;
- Говорун Микола Миколайович (1930-1989) — академік АН СРСР.